# Плес Евровизије
Плес Евровизије (енгл. Eurovision Dance Contest) је било међународно плесно такмичење са директним телевизијским преносом, у којем учествују парови из неких од земаља чији су национални емитери активни чланови Европске радиодифузне уније. Први Плес Евровизије одржаће се 1. септембра 2007. у Лондону.
Би-Би-Си, организатор прва два годишња издања, је Плес Евровизије осмислио по угледу на свој изузетно популарни формат Строго дођи плешући (Strictly Come Dancing). Сваки пар изводи два плеса у трајању од минут и по: први је класични или латино плес, док је други слободног стила, у којем се охрабрује представљање националних карактеристика и стилова. Стручни коментатори ће описивати сваки наступ и уметнички садржај. Након свих извођења, гледаоци ће телегласањем (телефонским позивима као и слањем СМС порука) оцењивати укупан наступ, укључујући плес, кореографију, костиме и избор музике, при чему неће бити могуће гласање за представнике земље из које се гласа.
Плес Евровизије је трајао 2 часа и 15 минута. Попут Песме Евровизије, програм је вођен на енглеском и француском језику, а националне телевизије су могли да имају и своје коментаторе.
Избор извођача остављен је националним телевизијама; неке своје представнике бирају у националном финалу, неке интерним избором.
На Плесу Евровизије 2007. такмичиће се парови из 16 земаља: Аустрије, Грчке, Данске, Ирске, Литваније, Немачке, Пољске, Португала, Русије, Уједињеног Краљевства, Украјине, Финске, Холандије, Швајцарске, Шведске и Шпаније. Домаћини вечери у Би-Би-Си-јевом телевизијском центру у Лондону ће бити Грејем Нортон и Клаудија Винклман, а плесове ће коментарисати Бруно Тониоли и Лен Гудман. Програм Плеса Евровизије 2007. развијају британске фирме "Splash Media", коју воде Џејн Лаш и Фенја Варданис, главни творци формата Строго дођи плешући, и "Sunset+Vine", највећи спортски продуцент у Уједињеном Краљевству са снажним везама са Међународном федерацијом плесног спорта.
Председништво Међународне федерације плесног спорта је 9. маја 2007. објавило да ће ова федерација бити повезана са Плесом Евровизије. Према МФПС, за Плес Евровизије је заслужан Рихард Бун, некадашњи контролор Европске радиодифузне уније за спорт, којег је МФПС ангажовао на промоцији плесног спорта, и који је убедио ЕРУ да отпочне са оваквим програмом. Националне чланице МФПС ће помагати емитерима у избору парова-представника (при чему обоје морају до датума Плеса Евровизије бити акредитовани од стране МФПС), као и у избору стручњака, који ће заједно са коментатором презентовати програм у свакој земљи.
Плес Евровизије је треће такмичење које се одржавало под покровитељством Европске радиодифузне уније, уз Песму Евровизије (од 1956) и Дечју песму Евровизије (од 2003).
Такмичење ће бити напето... али, и можда, можда је ово једно такмичење у којем заправо имамо шансу да победимо.— Фенја Варданис, један од твораца британског формата Строго дођи плешући

## Такмичења

### 2007
Плес Евровизије 2007. одржано је у Лондону. Сваки пар је извео два плеса у трајању од 1 минута и 30 секунди: први плес је био балски или латино плес, док је други био плес слободним стилом. Професионалним плесним паровима је дозвољено учешће на такмичењу. Финска је победила на такмичењу.

### 2008
Неколико измена је уведено за плесно такмичење Евровизије 2008. које је одржано у Глазгову. Професионални плесни парови више нису били дозвољени, сви парови су морали да укључују једног професионалца и једну славну плесачицу. Сваки пар је извео само један плес у трајању од 2 минута. У такмичење је уведен професионални жири са приближном тежином од 20% резултата, док је преосталих 80% дошло из телегласања. Пољска је победила на такмичењу.

### 2009
Такмичење је требало да се одржи трећу годину, овог пута у Бакуу, али је у мају 2009. објављено да је догађај одложен за 2010. Због недовољног броја емитера који су се пријавили за догађај. Планирани догађај за 2010. на крају је отказан у јануару те године, а ЕРУ је навела „озбиљан недостатак интересовања“ за такмичење. Од тада такмичење није одржано. И професионални и мешовити парови од једног аматера и једног професионалца могли би да се такмиче, према истим правилима која су важила за такмичење 2007. године.